# 大槌稲荷神社
大槌稲荷神社（おおつちいなりじんじゃ）は、岩手県上閉伊郡大槌町に鎮座する神社。旧社格は郷社。

## 祭神
- 倉稲魂命（ウカノミタマ）
- 健御名方命（タケミナカタ）

## 歴史
江戸時代前期の創建とされる。当初は町の東方にあったが境内地が狭かったため、豪商前川善兵衛を主として船主らが1720年（享保5年）新宮を造営。二渡神社と称した。大槌城主・大槌孫八郎の信仰も厚かったとされる。1943年（昭和18年）には郷社に列し、現在の名に改称した。

## 例祭
町内にある小鎚神社と合同で行われる大槌まつりは虎舞等の郷土芸能と神輿渡御行列、漁船に神輿と郷土芸能が乗る曳船まつりで構成される。

## 文化財
前川善兵衛から寄進された石灯籠と手水鉢が大槌町から有形文化財に、オシラアさまが町から有形民俗文化財に指定されている。

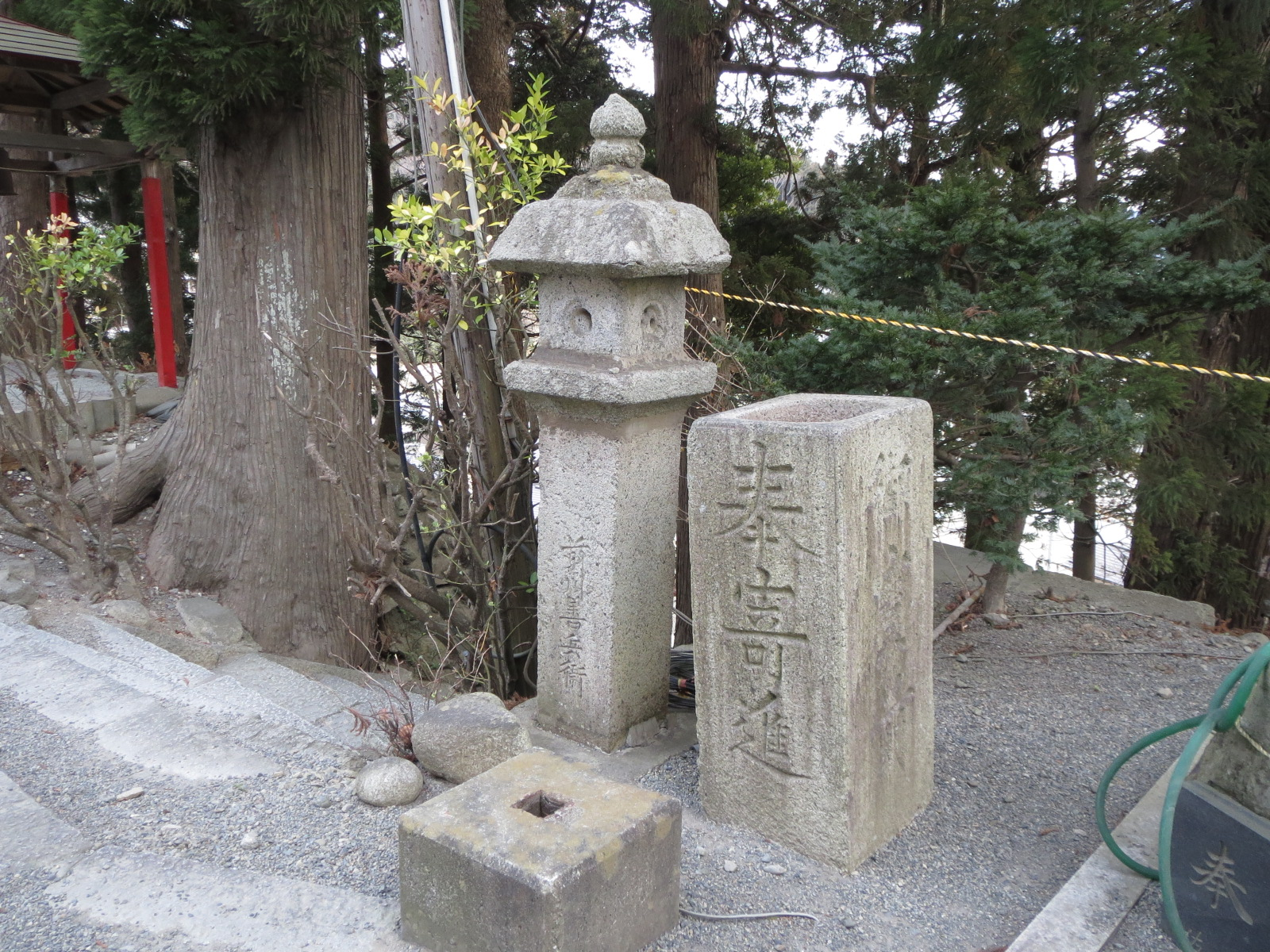
石灯籠と手水鉢

## 現地情報
所在地
- 岩手県上閉伊郡大槌町安渡2丁目8-1

交通アクセス
- 三陸縦貫自動車道大槌インターチェンジより車7分
- 三陸鉄道大槌駅より徒歩20分